# Divize A 1977/1978
V soubojích 13. ročníku České divize A 1977/78 se utkalo 16 týmů dvoukolovým systémem podzim – jaro. Tento ročník začal v srpnu 1977 a skončil v červnu 1978.

## Nové týmy v sezoně 1977/78
Z 3. ligy – sk. A 1976/77 sestoupila do Divize A mužstva TJ VS Tábor, TJ Slavia Karlovy Vary. Z krajských přeborů ročníku 1976/77 postoupilo vítězné mužstvo VTJ Karlovy Vary ze Západočeského krajského přeboru a TJ Spartak Písek ze Jihočeského krajského přeboru. Také sem bylo přeřazeno mužstvo TJ ČKZ Rakovník z Divize B.

## Výsledná tabulka
| Poř.  | Tým                       | Z  | V  | R  | P  | VG | OG | B  |
| ----- | ------------------------- | -- | -- | -- | -- | -- | -- | -- |
| 1.    | TJ ČKZ Rakovník           | 30 | 15 | 11 | 4  | 49 | 18 | 41 |
| 2.    | VTJ Tábor „B“             | 30 | 13 | 10 | 7  | 36 | 22 | 36 |
| 3.    | TJ Tatran Prachatice      | 30 | 14 | 6  | 10 | 53 | 42 | 34 |
| 4.    | TJ ČZ Strakonice          | 30 | 12 | 10 | 8  | 36 | 36 | 34 |
| 5.    | TJ Rudá hvězda Domažlice  | 30 | 12 | 7  | 11 | 40 | 34 | 31 |
| 6.    | TJ Rudá hvězda Sušice     | 30 | 12 | 7  | 11 | 45 | 41 | 31 |
| 7.    | TJ Slavia Karlovy Vary    | 30 | 9  | 12 | 9  | 29 | 22 | 30 |
| 8.-9. | VTJ Karlovy Vary          | 30 | 11 | 8  | 11 | 34 | 34 | 30 |
| 8.-9. | TJ ČSAD Plzeň             | 30 | 10 | 10 | 10 | 31 | 31 | 30 |
| 10.   | VTJ Písek                 | 30 | 10 | 9  | 11 | 42 | 45 | 29 |
| 11.   | TJ Spartak Chodov         | 30 | 10 | 8  | 12 | 30 | 41 | 28 |
| 12.   | TJ Lokomotiva Plzeň       | 30 | 10 | 7  | 13 | 34 | 35 | 27 |
| 13.   | TJ VS Tábor               | 30 | 9  | 9  | 12 | 34 | 48 | 27 |
| 14.   | TJ ZVVZ Milevsko          | 30 | 10 | 6  | 14 | 29 | 38 | 26 |
| 15.   | TJ Spartak Písek          | 30 | 10 | 6  | 14 | 29 | 41 | 26 |
| 16.   | TJ Škoda České Budějovice | 30 | 4  | 12 | 14 | 24 | 47 | 20 |

Poznámky:
- Z = Odehrané zápasy; V = Vítězství; R = Remízy; P = Prohry; VG = Vstřelené góly; OG = Obdržené góly; B = Body

|  | Postup do 2. ligy – sk. A 1978/79                |
|  | Sestup do příslušného oblastního přeboru 1978/79 |